# Гарсон-Пойнт (Флорида)
Гарсон-Пойнт (англ. Garcon Point) — переписна місцевість (CDP) в США, в окрузі Санта-Роза штату Флорида. Населення — 347 осіб (2010).

## Географія
Гарсон-Пойнт розташований за координатами 30°28′35″ пн. ш. 87°5′9″ зх. д. / 30.47639° пн. ш. 87.08583° зх. д. (30.476335, -87.085830).  За даними Бюро перепису населення США в 2010 році переписна місцевість мала площу 5,02 км², з яких 4,89 км² — суходіл та 0,12 км² — водойми.

## Демографія
Згідно з переписом 2010 року, у переписній місцевості мешкало 347 осіб у 144 домогосподарствах у складі 102 родин. Густота населення становила 69 осіб/км².  Було 176 помешкань (35/км²).
Расовий склад населення:
| - 91,6 % — білих - 2,9 % — чорних або афроамериканців - 2,0 % — азіатів - 0,6 % — корінних американців - 1,4 % — осіб інших рас |

До двох чи більше рас належало 1,4 %. Частка іспаномовних становила 3,7 % від усіх жителів.
За віковим діапазоном населення розподілялося таким чином: 21,3 % — особи молодші 18 років, 65,7 % — особи у віці 18—64 років, 13,0 % — особи у віці 65 років та старші. Медіана віку мешканця становила 44,1 року. На 100 осіб жіночої статі у переписній місцевості припадало 104,1 чоловіків;  на 100 жінок у віці від 18 років та старших — 106,8 чоловіків також старших 18 років.
Середній дохід на одне домашнє господарство  становив 86 067 доларів США (медіана — 91 923), а середній дохід на одну сім'ю — 101 920 доларів (медіана — 117 639). 
Цивільне працевлаштоване населення становило 198 осіб. Основні галузі зайнятості: публічна адміністрація — 22,7 %, науковці, спеціалісти, менеджери — 21,2 %, виробництво — 20,7 %.